# Ăn chay
Ăn chay là việc thực hành kiêng ăn thịt (thịt đỏ, thịt gia cầm, hải sản và thịt của bất kỳ động vật nào khác), và cũng có thể bao gồm kiêng các sản phẩm phụ của quá trình giết mổ động vật.
Người ăn chay là người sống theo chế độ ăn kiêng gồm ngũ cốc, các loại đậu, hạt, rau, trái cây, nấm, tảo, men và/hoặc một số thực phẩm không có nguồn gốc động vật khác (ví dụ như muối) có hoặc không chứa sữa, mật ong và/hoặc trứng. Người ăn chay không ăn thực phẩm bao gồm hoặc đã được chế biến với sự hỗ trợ của các sản phẩm bao gồm hoặc được tạo ra từ bất kỳ bộ phận nào của thân động vật còn sống hoặc đã chết. Đáng ngạc nhiên là một số người nhận mình là người ăn chay trong khi vẫn tiếp tục tiêu thụ các sản phẩm có chứa thịt động vật bị giết mổ như gelatin (làm từ da và xương xay sẵn, có trong Jell-O, viên nang bổ sung và phim chụp ảnh) và rennet (làm từ niêm mạc dạ dày bê, dùng để làm đông pho mát cứng).
Một số người có thể không biết rằng những thành phần động vật ẩn này thậm chí còn tồn tại. Những người khác biết về chúng nhưng cảm thấy rằng chúng chỉ là những thành phần phụ của một sản phẩm và do đó sự hiện diện của chúng không quan trọng. [...] Nhiều người không ăn thịt vì lý do đạo đức mà sử dụng các phụ phẩm của động vật thu được khi động vật vẫn còn sống. Sữa là một ví dụ điển hình, vì nhiều người ăn chay tiêu thụ nó hợp lý hóa hành vi của họ bằng cách chỉ ra rằng bò không bị giết để cung cấp cho con người sản phẩm phụ đặc biệt này.
Ăn chay có thể được áp dụng vì nhiều lý do khác nhau. Nhiều người phản đối việc ăn thịt vì tôn trọng sự sống của chúng sinh. Những động cơ đạo đức như vậy đã được hệ thống hóa theo các niềm tin tôn giáo khác nhau, cũng như ủng hộ quyền động vật. Các động cơ khác để ăn chay là liên quan đến sức khỏe, chính trị, môi trường, văn hóa, thẩm mỹ, kinh tế hoặc sở thích cá nhân. Chế độ ăn kiêng cũng có nhiều biến thể: chế độ ăn chay ovo-lacto bao gồm cả trứng và các sản phẩm từ sữa, chế độ ăn chay ovo bao gồm trứng nhưng không phải sản phẩm từ sữa và chế độ ăn chay lacto bao gồm các sản phẩm từ sữa nhưng không phải trứng. Chế độ ăn thuần chay không bao gồm tất cả các sản phẩm động vật, bao gồm cả trứng và sữa. Việc kiêng các sản phẩm động vật có thể cần bổ sung chế độ ăn uống để ngăn ngừa sự thiếu hụt như thiếu hụt vitamin B12, dẫn đến thiếu máu ác tính. Về mặt tâm lý học, sở thích ăn chay có thể bị ảnh hưởng bởi tình trạng kinh tế xã hội và các yếu tố tiến hóa của mỗi người.
Thực phẩm đóng gói và chế biến, chẳng hạn như bánh ngọt, bánh quy, kẹo, sô cô la, sữa chua và kẹo dẻo, thường chứa các thành phần động vật không quen thuộc và vì vậy có thể là mối quan tâm đặc biệt đối với những người ăn chay do khả năng chứa các chất phụ gia như vậy. Cảm giác của những người ăn chay khác nhau liên quan đến những thành phần này. Một số người ăn chay xem xét kỹ nhãn sản phẩm để tìm các thành phần có nguồn gốc động vật, chẳng hạn như pho mát được làm bằng chất rennet, men dịch vị (lấy ở dạ dày bò con dùng làm cho đặc sữa khi chế biến pho mát), trong khi những người ăn chay khác không phản đối việc tiêu thụ chúng hoặc không biết về sự hiện diện của chúng.
Chế độ ăn bán chay bao gồm phần lớn thực phẩm chay nhưng có thể bao gồm cá hoặc thịt gia cầm, hoặc đôi khi các loại thịt khác, không thường xuyên. Những người có chế độ ăn có cá hoặc gia cầm có thể xác định thịt chỉ là thịt của động vật có vú và có thể coi là ăn chay. Chế độ ăn chay theo chủ nghĩa đạo đức được mô tả là "tiêu thụ cá nhưng không bao gồm các loại thịt khác".

## Từ nguyên
Trong Luật tạng của Phật giáo quy định các tăng lữ phải ăn không quá giờ ngọ. Hằng tháng vào những ngày trăng rằm và đầu tháng (mùng 1 và 15 âm lịch) gọi là ngày Bố Tát (tiếng Phạn gọi là Uposatha hay Upavasatha), là ngày định kỳ để thuyết giới, cùng nhắc nhở nhau về giới pháp để tu hành. Về sau được các nhà Phật học Đại thừa Trung Quốc dịch là ngày trai giới (zh:齋) và Việt Nam dịch là ăn chay từ chữ trai đó.

## Lịch sử
Ấn Độ là một đất nước kỳ lạ. 

Người ta không giết bất kỳ sinh vật sống nào, không nuôi lợn và gà,

và không bán gia súc sống.
—Pháp Hiển, Thế kỷ 4/5 CN
Nhà sư Trung Quốc hành hương đến Ấn Độ
Ghi chép sớm nhất về việc ăn chay có từ thế kỷ thứ 7 trước Công nguyên, khắc sâu lòng khoan dung đối với tất cả chúng sinh. Parshwanatha và Mahavira, các tirthankara thứ 23 & 24 trong Kỳ Na giáo lần lượt phục hưng và ủng hộ việc ăn chay ahimsa và Jain vào thế kỷ thứ 8 đến thứ 6 trước Công nguyên; hình thức ăn chay toàn diện nhất và nghiêm ngặt nhất.
Trong văn hóa Ấn Độ, ăn chay có mối liên hệ chặt chẽ với thái độ không dùng bạo lực đối với động vật (được gọi là  ahimsa  ở Ấn Độ) trong nhiều thiên niên kỷ và được các nhóm tôn giáo và triết gia cổ vũ. Tác phẩm cổ của Ấn Độ về Tirukkural nhấn mạnh một cách rõ ràng và rõ ràng về việc tránh xa thịt và không sát sinh. Chương 26 của Tirukkural, đặc biệt là các câu ghép từ 251–260, chỉ đề cập đến việc ăn chay hoặc ăn thuần chay.
Trong số những người Hy Lạp, Ai Cập và những người khác, ăn chay có mục đích ý tế hoặc thanh tẩy trong nghi lễ. Ăn chay cũng được thực hành ở Hy Lạp cổ đại và bằng chứng đáng tin cậy sớm nhất cho lý thuyết và thực hành ăn chay ở Hy Lạp là từ thế kỷ thứ 6 trước Công nguyên. Orphics, một phong trào tôn giáo lan rộng ở Hy Lạp vào thời điểm đó, cũng thực hành và cổ vũ cho việc ăn chay. Giáo viên người Hy Lạp Pythagoras, người đã cổ vũ học thuyết vị tha về thuyết luân hồi, có thể đã thực hành ăn chay, nhưng cũng được ghi lại là người ăn thịt.
Một chân dung hư cấu của Pythagoras xuất hiện trong  Metamorphoses  của Ovid, trong đó ông ủng hộ hình thức ăn chay nghiêm ngặt. Chính nhờ bức chân dung này mà Pythagoras được người nói tiếng Anh biết đến nhiều nhất trong suốt thời kỳ đầu hiện đại và, trước khi xuất hiện từ "ăn chay", những người ăn chay được gọi bằng tiếng Anh là "Pythagoreans".
Ăn chay cũng được thực hiện vào khoảng sáu thế kỷ sau, trong một trường hợp khác (30 TCN – 50 CN) ở vùng phía bắc Thracia bởi bộ tộc Moesi (những người sinh sống ở Serbia và Bulgaria ngày nay), họ ăn mật ong, sữa và pho mát..
Ở Nhật Bản vào năm 675, Thiên hoàng Tenmu đã cấm giết và ăn thịt trong thời kỳ nông nghiệp bận rộn từ tháng 4 đến tháng 9 nhưng loại trừ việc ăn thịt chim và thú rừng. Những lệnh cấm này và một số lệnh cấm khác sau nhiều thế kỷ đã bị bãi bỏ vào thế kỷ 19 trong cuộc Duy tân Minh Trị. Ở Trung Quốc, vào thời nhà Tống, ẩm thực Phật giáo đã trở nên phổ biến đến mức các quán ăn chay xuất hiện, nơi các đầu bếp sử dụng các nguyên liệu như đậu, gluten, rau củ và nấm để tạo ra các loại thịt tương tự như thịt lợn, gà, trứng và trứng cua.
Sau khi Cơ đốc giáo hóa thuộc Đế chế La Mã vào cuối thời cổ đại, việc ăn chay trên thực tế đã biến mất khỏi châu Âu, giống như ở những nơi khác, ngoại trừ ở Ấn Độ. Một số lệnh của các nhà tu hành ở châu Âu thời Trung cổ hạn chế hoặc cấm tiêu thụ thịt vì những lý do khổ hạnh, nhưng không ai trong số họ cấm cá. Hơn nữa, định nghĩa thời Trung cổ về "cá" bao gồm các động vật như hải cẩu, cá heo, cá heo, ngỗng barnacle, cá nóc và hải ly. Chủ nghĩa ăn chay tái xuất hiện trong thời kỳ Phục hưng, trở nên phổ biến hơn trong thế kỷ 19 và 20.
Năm 1847, Hiệp hội ăn chay đầu tiên được thành lập tại Vương quốc Anh; Đức, Hà Lan và các nước khác theo sau. Năm 1886, thuộc địa ăn chay Nueva Germania được thành lập ở Paraguay, mặc dù khía cạnh ăn chay của nó sẽ tồn tại trong thời gian ngắn.:345–358 Liên minh ăn chay quốc tế, một hiệp hội của các xã hội quốc gia, được thành lập vào năm 1908. Ở thế giới phương Tây, việc ăn chay ngày càng phổ biến trong suốt thế kỷ 20 do các mối quan tâm về dinh dưỡng, đạo đức và — gần đây — môi trường và kinh tế.

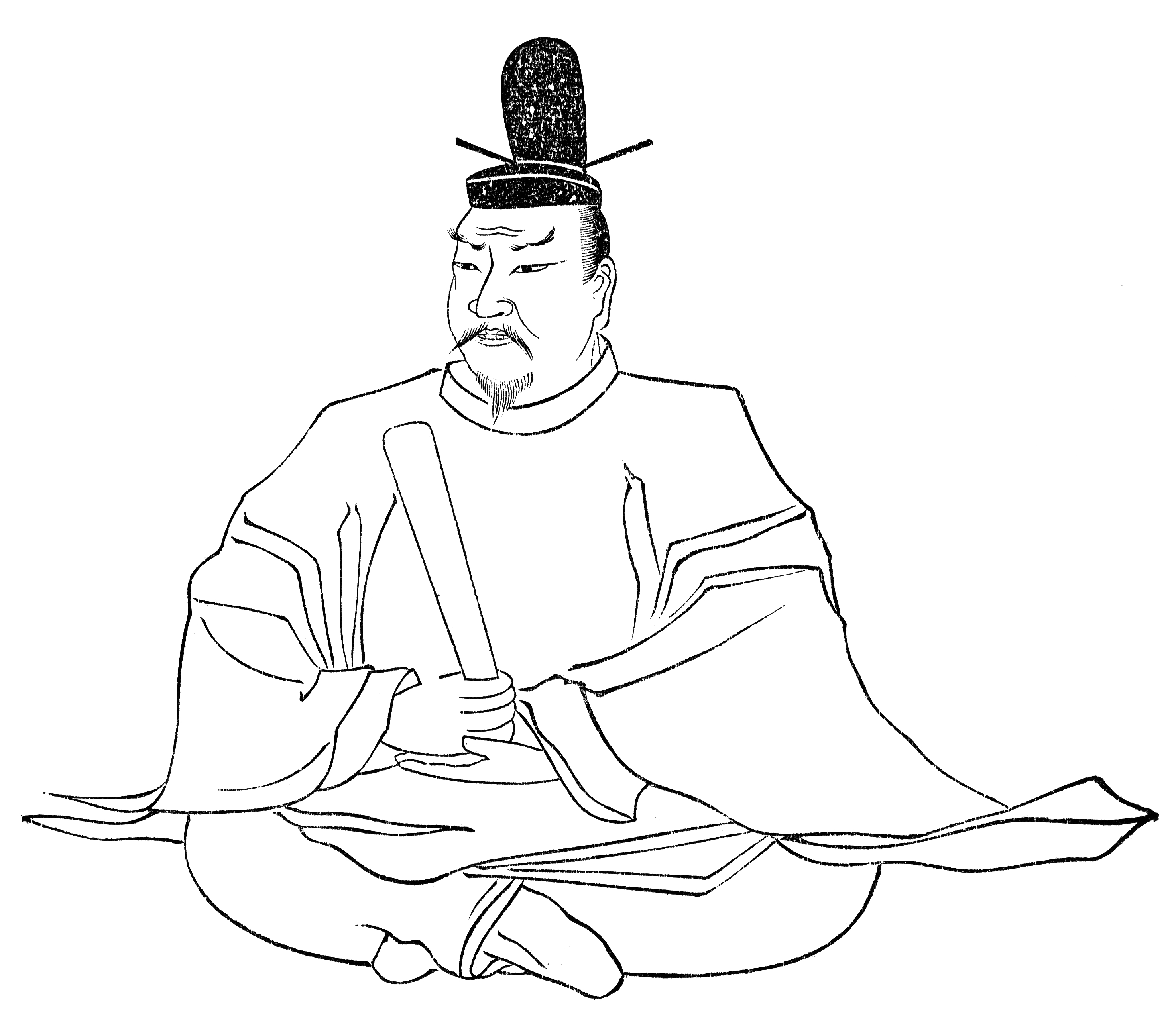
Thiên hoàng Tenmu bắt đầu cấm giết và ăn thịt vào năm 675 ở Nhật Bản.
Việc ghi nhãn là bắt buộc ở Ấn Độ để phân biệt các sản phẩm chay (xanh) với các sản phẩm không chay (nâu).[39]

## Hình thức

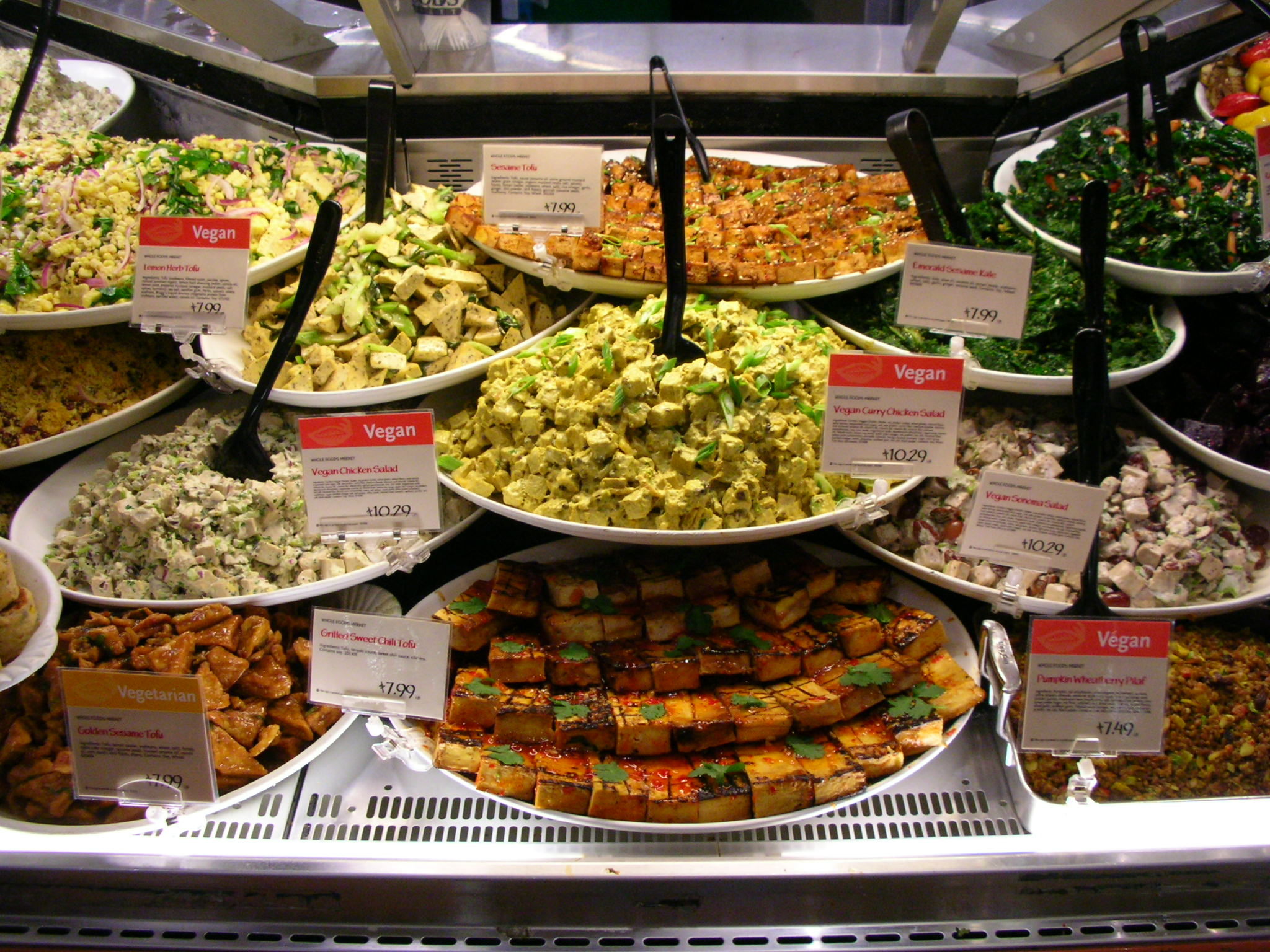
Những món ăn chay với đậu hũ

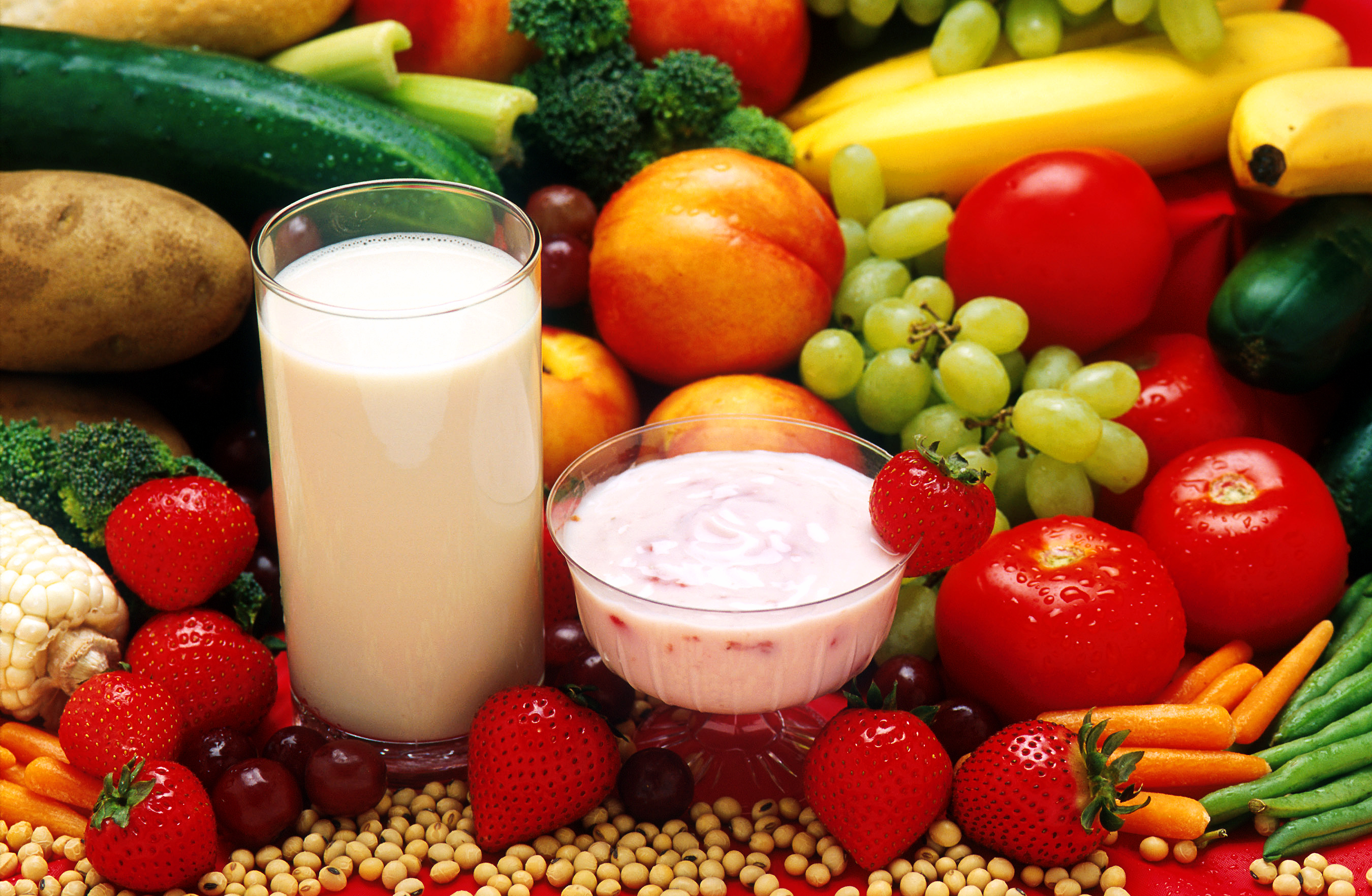
Ăn chay không chỉ thực vật mà theo vài tôn giáo và quan niệm, có thể gồm sữa và các phó sản của sữa

Tất cả các hình thức của chế độ ăn chay đều dựa trên thức ăn thực vật, nấm và các sản phẩm từ vi khuẩn. Có một số loại ăn chay trong đó có loại trừ hoặc bao gồm các loại thực phẩm khác nhau:
- Ăn chay theo Phật giáo đại thừa: là không ăn tất cả các sản phẩm từ động vật cũng như một số loại rau trong chi Hành (có mùi thơm đặc trưng của hành và tỏi), có thể tương ứng với các loại cây hành, hẹ, tỏi, nén và kiệu gọi chung là ngũ tân.[40][41]
- Ăn chay có trứng (ovo; tiếng Latin nghĩa là trứng): có thể ăn trứng nhưng không ăn các sản phẩm từ sữa.
- Ăn chay có sữa (lacto; tiếng Latin: lactis nghĩa là sữa): có thể ăn các sản phẩm từ sữa, nhưng không ăn trứng.
- Ăn chay có cả sữa và trứng (ovo-lacto): có thể ăn một số sản phẩm từ động vật hoặc từ sữa như trứng, sữa và mật ong.
- Ăn chay hoàn toàn không sử dụng bất cứ thứ gì từ động vật (thuần chay) (vegan): không dùng tất cả các loại thịt động vật và sản phẩm từ động vật, bao gồm cả sữa, mật ong, và trứng, và cũng có thể loại trừ bất kỳ sản phẩm nào được thử nghiệm trên động vật, hoặc sử dụng các trang phục có nguồn gốc từ động vật (như giày da, áo da, áo lông thú, lông vũ..)[42]
- Ăn chay sống hay là ăn chay tươi (Raw foodism): chỉ ăn các loại trái cây tươi và chưa nấu chín, các loại hạt và rau củ. Rau củ có thể chỉ được nấu chín lên đến một nhiệt độ nhất định.[43]
- Ăn chay theo Kỳ Na giáo: có bao gồm sữa, nhưng không ăn trứng, mật ong, và các loại củ hay rễ cây.
- Ăn chay theo kiểu chỉ cho phép ăn các loại trái cây, các loại hạt, hạt giống, và thực vật khác nếu việc thu hoạch những thực phẩm này không gây hại đến cây trồng.[44]
- Ăn chay theo chế độ thực dưỡng: chủ yếu ăn các loại ngũ cốc nguyên cám và đậu hoặc theo phương pháp dưỡng sinh của Ohsawa.

## Động cơ để ăn chay
Nhiều lý do khác nhau để ăn chay tùy thuộc vào sắc tộc và văn hóa. Những người ăn chay vì vấn đề đạo đức vì không muốn gây khổ đau cho động vật, hoặc đấu tranh vì quyền động vật. Ngoài ra, vấn đề sức khỏe cũng là một động lực để ăn chay, một số người còn cảm thấy ác cảm với mùi vị của thịt. Cũng có một số tổ chức ăn chay để bảo vệ hệ sinh thái vì họ tin rằng sản xuất chăn nuôi trong các trại gây hại cho môi trường. Họ cũng cho rằng giảm lượng tiêu thụ thịt sẽ cải thiện đáng kể tình hình lương thực toàn cầu.
Trong điều luật của một số tôn giáo yêu cầu tín đồ phải ăn chay.

### Đạo đức và chế độ ăn
Nhiều lý do khác nhau về đạo đức đã được đề xuất cho việc lựa chọn ăn chay, thường được xác định trên quyền lợi của những động vật không phải là con người.
Trong nhiều xã hội đã phát sinh các cuộc tranh cãi và tranh luận về những vấn đề đạo đức của việc ăn thịt động vật. Một số người không ăn chay nhưng vẫn từ chối ăn thịt một số động vật nhất định chẳng hạn như mèo, chó, ngựa, hoặc thỏ do những điều cấm kỵ trong văn hóa. Một số người khác ủng hộ việc ăn thịt vì những lý do về khoa học, dinh dưỡng và văn hóa, kể cả tôn giáo. Một số người kiêng ăn thịt của động vật được nuôi theo phương thức nhất định nào đó, chẳng hạn như nuôi trong các xí nghiệp chăn nuôi (factory farm), hoặc tránh vài loại thịt nhất định, như thịt bê hoặc gan ngỗng. Một số người theo chế độ ăn chay hoặc thuần chay không phải vì những mối quan tâm về vấn đề đạo đức liên quan đến việc chăn nuôi hay tiêu thụ động vật nói chung, mà là vì lo ngại về việc thực hiện những phương pháp xử lý đặc biệt có liên quan đến chăn nuôi và giết mổ động vật, như xí nghiệp chăn nuôi (áp dụng chế độ chăn nuôi công nghiệp) và ngành công nghiệp giết mổ động vật.
Những phản đối về mặt đạo đức thường được chia thành 2 dạng: chống lại hành động giết mổ nói chung, và chống lại một số hình thức chăn nuôi nhất định xung quanh việc sản xuất thịt.

#### Đạo đức giết mổ

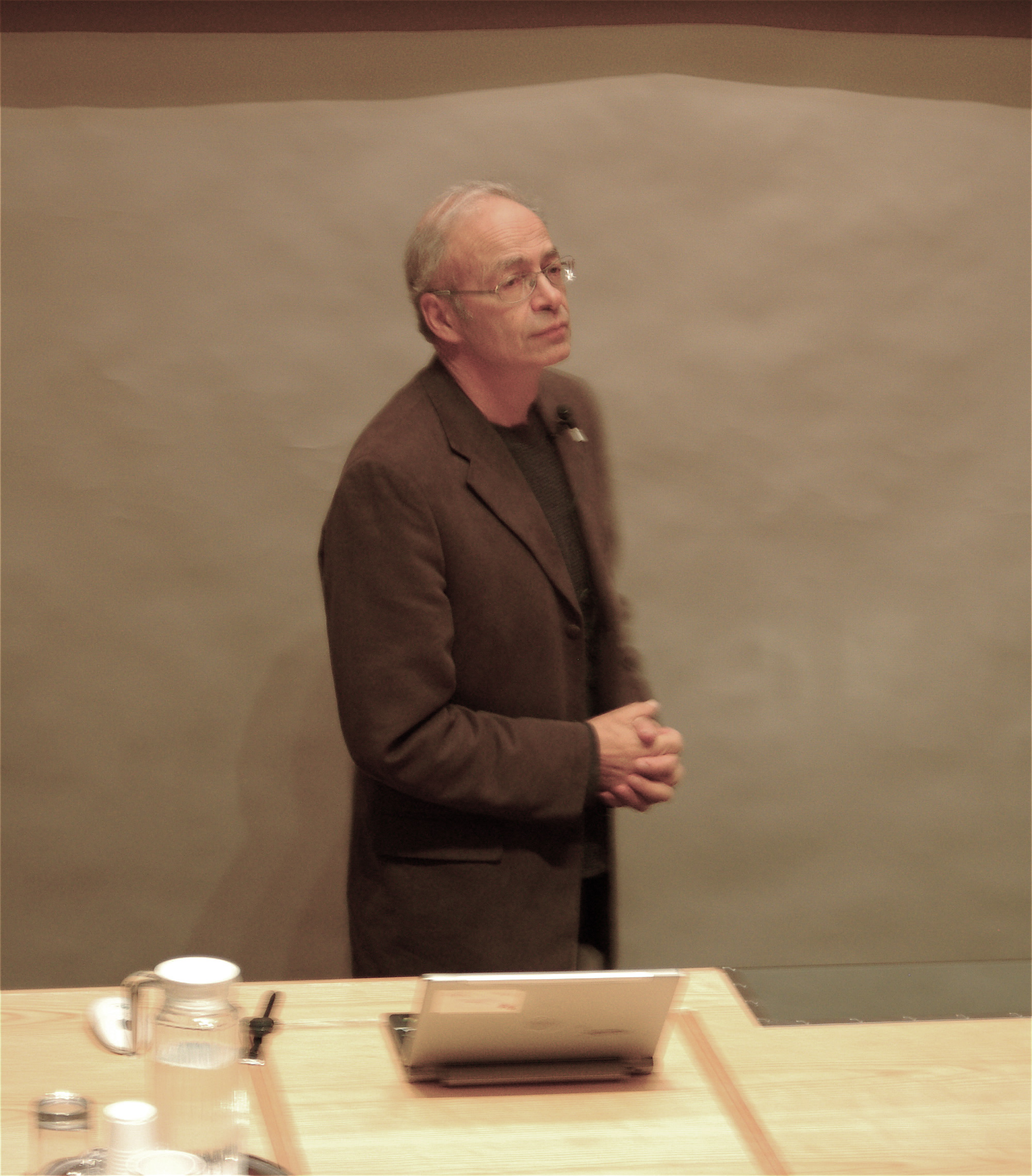
Giáo sư Peter Singer, năm 2007

Peter Singer là giáo sư của đại học Princeton và là người sáng lập của phong trào phóng thích động vật, ông tin rằng nếu tồn tại nhiều phương thức khác nhau để duy trì sự sống, thì người ta phải lựa chọn các cách thức mà không gây ra những thiệt hại không cần thiết cho các động vật. Hầu hết những người ăn chay vì lý do đạo đức cho rằng giết chết con vật để ăn cũng giống như giết người mà ăn vậy. Singer, trong cuốn sách Sự giải phóng động vật (Animal Liberation) năm 1975 đã nêu lên những đặc điểm về tri giác của những sinh vật không phải người, suy xét chúng dưới góc nhìn đạo đức vị lợi, điều này đã được những nhà vận động cho quyền lợi động vật và những người ăn chay dùng làm tham khảo rộng rãi.
Những người ăn chay vì đạo đức cũng tin rằng việc giết một con vật cũng như giết một con người, vì theo nguyên lý bình đẳng của Singer đối với các động vật không phải người, thì những con vật cũng giống như những người không cùng màu da, sắc tộc, giới tính hay tôn giáo. Do đó, việc giết hại này chỉ có thể được biện minh nếu trong những hoàn cảnh vô cùng khắt khe, còn việc giết một vật thể sống vì mùi vị thơm ngon, sự tiện lợi hay giá trị dinh dưỡng của nó đều không phải là nguyên nhân chính đáng. Một quan điểm phổ biến khác cho rằng con người có thể ý thức được về hành vi của mình theo một cách khác với động vật, vì vậy con người không thể hành xử như con vật được.
Những người đối lập với trường phái ăn chay vì đạo đức lập luận rằng động vật không ngang hàng với con người, vì thế so sánh việc ăn thịt động vật với giết người là một hành động khập khiễng. Lý luận này không bào chữa cho hành vi tàn ác, nhưng nó cho rằng động vật không ngang hàng với loài người, và không sở hữu những quyền cơ bản giống như con người.

### Tôn giáo
Ăn chay có truyền thống lâu đời tại Ấn Độ. Kì Na giáo và một số giáo phái chính của Ấn Độ giáo xem ăn chay như là một hành vi đạo đức. Đối với các tôn giáo này thì ăn chay chủ yếu dựa trên các luật về không hành hạ, không gây thương tích hay giết chết các loài vật.
Phật giáo nhìn chung không cấm ăn thịt tuy nhiên chỉ được ăn những thứ thịt thỏa mãn điều kiện tam tịnh nhục, Phật giáo đại thừa khuyến khích ăn chay để mang lại lợi ích cho sự phát triển của lòng từ bi. 
Những tôn giáo khác ủng hộ một chế độ ăn chay bao gồm Cơ Đốc Phục Lâm An Thất Nhật, phong trào Rastafari, phong trào Ananda Marga và ý thức Krishna (Krishnas Hare). Tích-khắc giáo không đánh đồng tâm linh với chế độ ăn uống và không chỉ định một chế độ ăn chay hoặc thịt.

#### Phật giáo

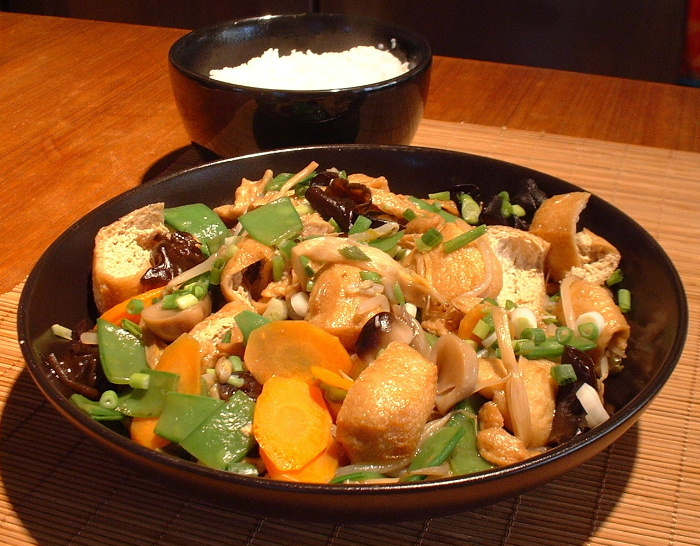
Món "Phật Quang" một món ăn truyền thống của Phật giáo Trung Hoa.

Trong giới luật của Phật giáo, giới đầu là giới tránh sát sinh, hơn thế nữa phật tử còn thực hành tránh gây khổ đau cho chúng sinh, cho nên trên căn bản Phật giáo khuyến khích việc ăn chay nhưng cũng không cấm đoán ăn mặn.
Phật giáo Nam Tông (Thượng tọa bộ) thường không ăn chay. Tuy nhiên, những người xuất gia (tì kheo) nếu nghe tiếng con vật bị giết, thấy con vật bị giết hoặc nghi con vật đó bị giết để thết đãi mình thì không được ăn, nếu ăn thì sẽ phạm vào giới luật.
Mỗi tông phái của Phật giáo Đại thừa lựa chọn những kinh điển khác nhau để làm theo, cho nên một số tông phái, bao gồm cả phần lớn các tông phái của Phật giáo Tây Tạng và Phật giáo Nhật Bản đều ăn thịt, trong khi nhiều tông phái khác của Phật giáo Trung Quốc, Việt Nam và Hàn Quốc thực hành ăn chay.
Ở Việt Nam, do sự du nhập của Phật giáo Đại thừa từ Trung Quốc vào rất sớm cho nên ăn chay đã có từ thời trước Công nguyên và thịnh hành từ đời nhà Lý, nhà Trần vì Phật giáo phát triển vào những thời này.

#### Kitô giáo

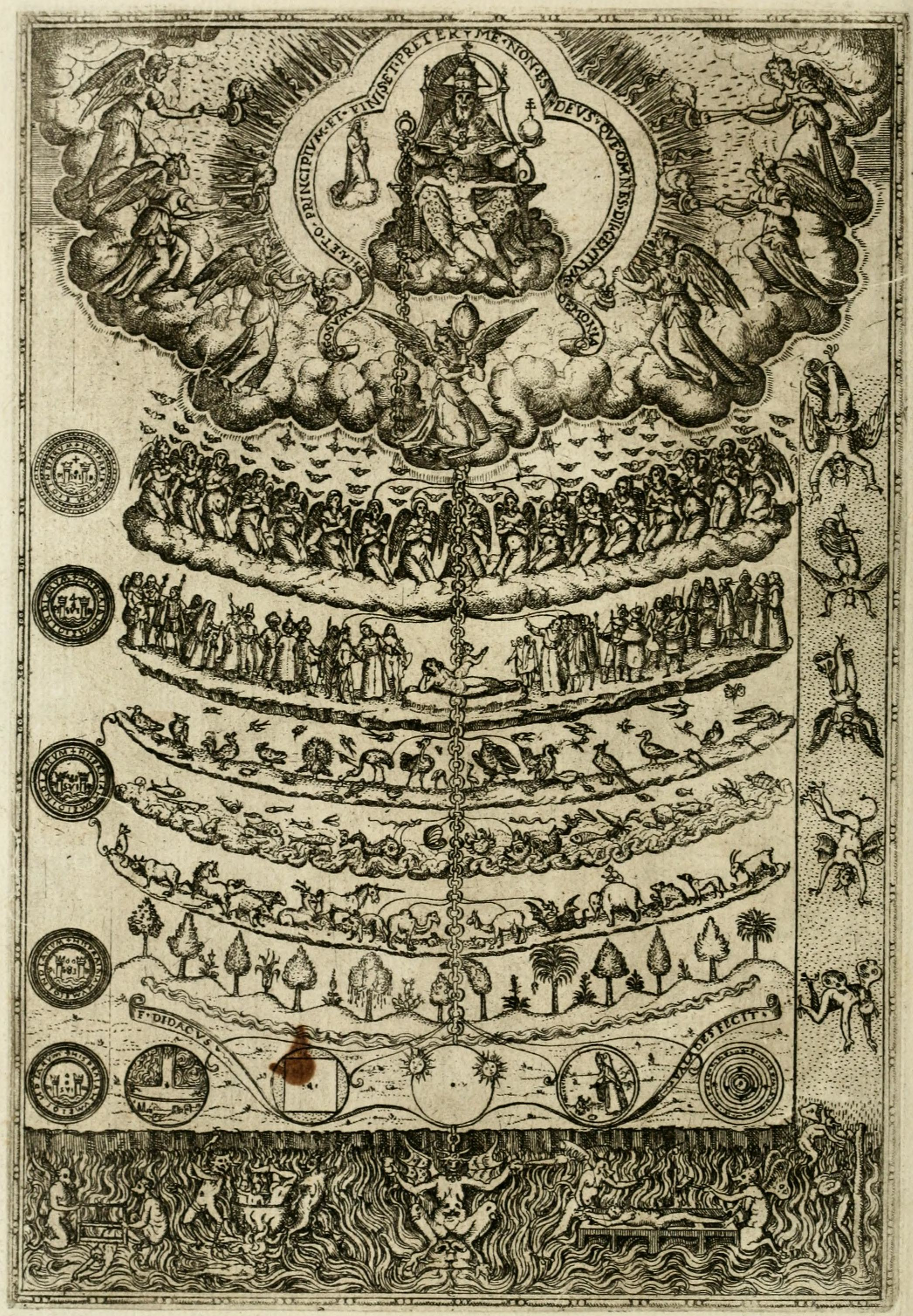
Minh họa cho sự tồn tại của thế giới. Thiên Chúa ngự trị trên cùng, phía dưới có các cấp bậc khác nhau, trong đó có con người, và cả các loài thực vật, các loài động vật không phải người, vẽ năm 1579 bởi Didacus Valades

Những tín đồ Kitô giáo mà ủng hộ việc ăn chay thì cho rằng ăn chay là ý của Thiên Chúa, họ dựa trên những tranh luận về nội dung trong Kinh thánh, như trong Sách Isaia 11:6-9 cho thấy một cuộc sống hòa bình giữa người và loài vật, hay trong Sáng thế ký 1:29, Thiên Chúa nói với Adam, Eva và loài người rằng cây cỏ, trái và hạt như là lương thực dành cho con người và mọi sinh vật có sinh khí; và không nói đến động vật là lương thực.  Tuy nhiên, trong Sáng thế ký 9:2-3, trước khi làm Đại hồng thủy thì Chúa Trời có dặn ông Nô-ê rằng mọi loài vật di chuyển được và có sinh khí lẫn cây cỏ đều có thể là lương thực. Thánh Giêrônimô kết luận rằng chế độ ăn thịt chỉ xuất hiện từ khi có đại hồng thủy, và do đó nó được coi là thấp kém hơn ăn chay. Từ Nô-ê trở về sau thì trong kinh Cựu Ước không còn đề cập đến bất cứ điều luật nào chống lại việc ăn thịt cả. Nhưng người 14 tuổi hay lớn tuổi phải ăn chay và kiêng thịt vào ngày ấn định, và người 13 tuổi hay nhỏ hơn không cần ăn chay hay kiêng thịt, có thể ăn thịt vào ngày ấn định.
Trong Tân Ước không cấm các loại thực phẩm nhất định nào ngoài việc cấm ăn máu (Sách Công vụ Tông đồ, 15:28-29). Trong Phúc âm Matthew 15:11, Đức Jesus nói: "Không phải cái vào miệng làm cho con người ra ô uế, nhưng cái từ miệng xuất ra, cái đó mới làm cho con người ra ô uế" (tương tự như trong Phúc âm Mark, 7:15). Điều này thường được giải thích trong Kitô giáo như là từ bỏ tất cả các luật định về chế độ ăn uống. Tuy nhiên, trong các nhà thờ thời Trung cổ, nhiều tu sĩ và ẩn sĩ trong các bối cảnh tu khổ hạnh từ bỏ việc tiêu thụ thịt, họ quan niệm ăn chay là rèn luyện cho bản thân cách chống lại những ham muốn xác thịt và tỏ lòng sám hối tội lỗi đối với Thiên Chúa. Thế kỷ 16, Leonardo da Vinci và Pierre Gassendi cổ xúy việc ăn chay vì lý do đạo đức, tránh giết hại động vật. Và đối với người ăn chay thuộc Kitô giáo hiện đại, trong số đó là Ellen G. White, đồng sáng lập của Giáo hội Cơ Đốc Phục Lâm, lý do ăn chay là thuộc về thiên đường cho nên giáo lý của Cơ Đốc Phục Lâm khuyến khích việc ăn chay.
Trong Kitô giáo Tây phương, Mùa Chay là thời gian bốn mươi ngày trước Lễ Phục Sinh kéo dài từ ngày Thứ tư Lễ Tro đến Thứ bảy Tuần Thánh, bốn mươi ngày trong Mùa Chay được đánh dấu bởi việc ăn kiêng, làm từ thiện và hạn chế những thú vui.
Thời cận đại, theo quy định của Công giáo Rôma đề cao tinh thần của việc ăn chay thì ngày Thứ tư Lễ Tro, ngày Thứ sáu Tuần Thánh và tất cả các ngày thứ sáu trong tuần buộc các tín đồ từ 14 đến 60 tuổi phải giữ chay và kiêng thịt. Nhưng ngày nay, luật này được nới lỏng và chỉ buộc giữ chay - kiêng thịt vào Thứ tư Lễ Tro và Thứ sáu Tuần Thánh, những ngày khác tín hữu được khuyến khích ăn ít đi (ăn kiêng, nhịn ăn). Đôi khi, ăn ít hơn hoặc ăn đạm bạc hơn bình thường cũng được cho là một hình thức ăn chay, ăn kiêng.

#### Ấn Độ giáo
Các tín đồ trong Ấn Độ giáo ban đầu vẫn ăn thịt (bao gồm cả thịt bò) với những điều kiện nhất định. Trong bộ luật Manu (Manusmṛti) cho phép ăn thịt, cá và xác định các điều kiện kèm theo. Tuy nhiên, dần dần những luật lệ được đặt ra và nghiêm khắc áp dụng hình thức ăn chay có sử dụng sữa. Trong thời kỳ Ấn Độ còn là thuộc địa thì phần lớn những người thuộc giai cấp thượng lưu mới giữ giới luật này, còn những người nghèo và thuộc giai cấp hạ đẳng thì họ ăn tất cả những gì mà họ có được.

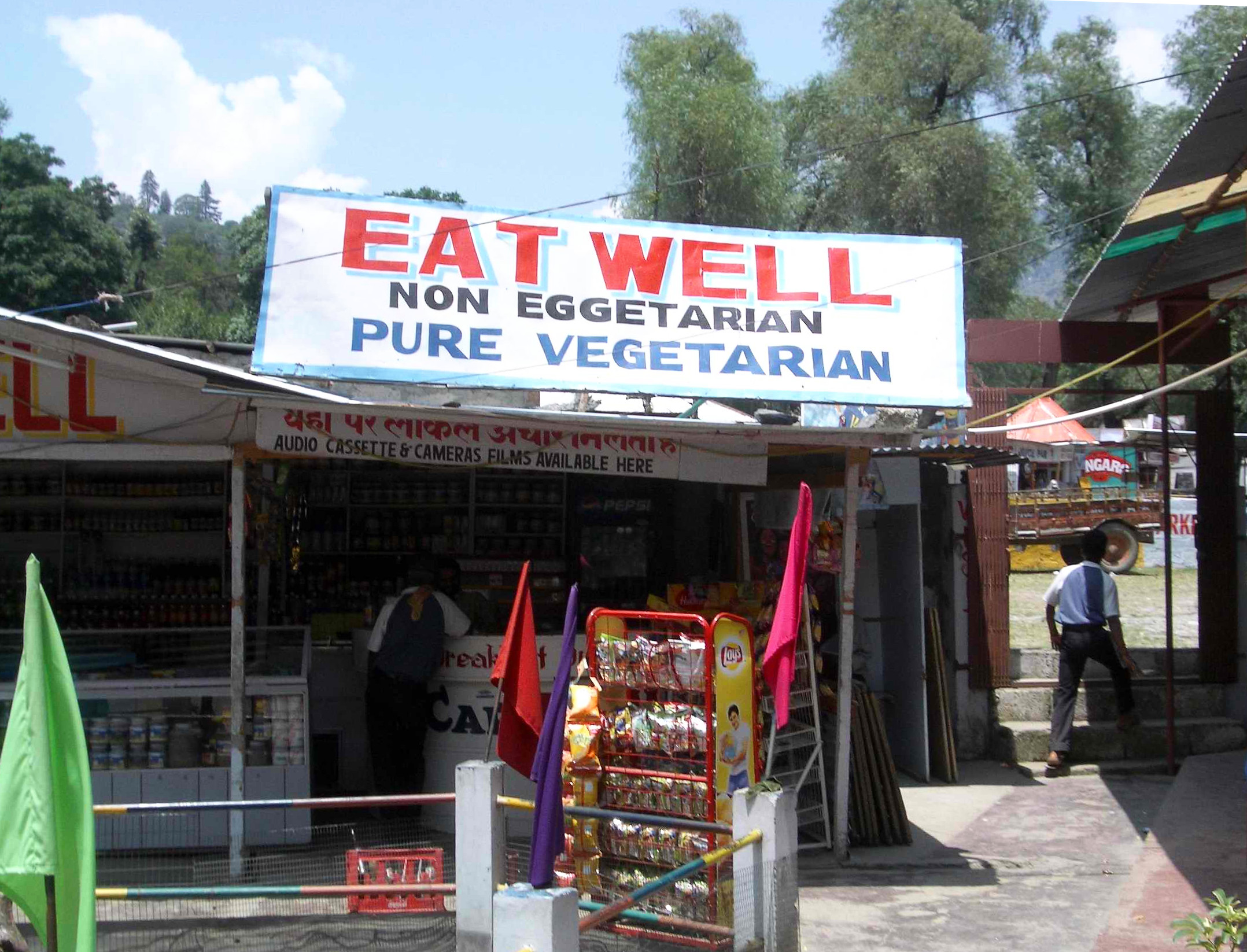
Quán ăn nhanh bán toàn món chay gần Kullu, Ấn Độ.

Hầu hết các tông phái chính của Ấn Độ giáo như Yoga và Vaishnavas (các tín đồ thờ thần Vishnu) giữ kiên định trong vấn đề ăn chay. Có 3 nguyên nhân chính cho việc này, đó là: nguyên tắc đạo đức không hành hạ súc vật (ahimsa); mục đích chỉ dâng cúng cho một vị thần những thức ăn "tinh khiết" (món chay) và sau đó nhận lại nó dưới dạng món prasad (một loại thực phẩm giống như kẹo); và niềm tin xác tín rằng những thức ăn mặn có thể ảnh hưởng đến tâm thức và việc khai sáng tâm linh. Các tín đồ Ấn Độ giáo thường kiêng trứng nhưng họ vẫn dùng sữa và các chế phẩm từ sữa, do đó họ là những người ăn chay theo chế độ có dùng sữa (lacto).
Tuy nhiên, thói quen ăn uống của các cộng đồng theo Ấn Độ giáo vẫn có sự khác nhau. Trong quá khứ cũng như hiện tại, vẫn có một số nhóm tín đồ ăn thịt, với điều kiện thịt đó phải được giết mổ theo cách thức Jhatka, tức là động vật bị giết bởi một nhát dao hoặc rìu duy nhất chặt đứt đầu, khác với những thịt giết mổ thông thường theo phương thức thọc tiết và chết từ từ.
Ở Ấn Độ có 43% trong tổng số tín đồ Ấn Độ giáo ăn chay và 28% trong tổng số những người ngoại đạo cũng ăn chay.

#### Hồi Giáo
Ramadan là "lễ ăn chay" theo lịch hàng năm của người Hồi Giáo. Nhưng cách gọi đó không đúng, bởi vì các tín đồ chẳng ăn chay hoàn toàn. Trong suốt một tháng lễ này, tất cả các tín đồ đạo Hồi đều thực hiện nghiêm túc quy định: không ăn, không uống, không hút thuốc nghĩa là không được đưa bất kể thứ gì vào miệng (kể cả không sinh hoạt tình dục), nhưng chỉ áp dụng vào ban ngày, cụ thể là từ lúc mặt trời mọc đến khi mặt trời lặn. Luật của đạo cũng quy định rõ: Cho những người đang ốm, phụ nữ có thai, trẻ em dưới 5 tuổi và những người đang đi du lịch ở nước ngoài mà nước này không lấy đạo Hồi làm quốc giáo, được miễn trừ

## Hình ảnh

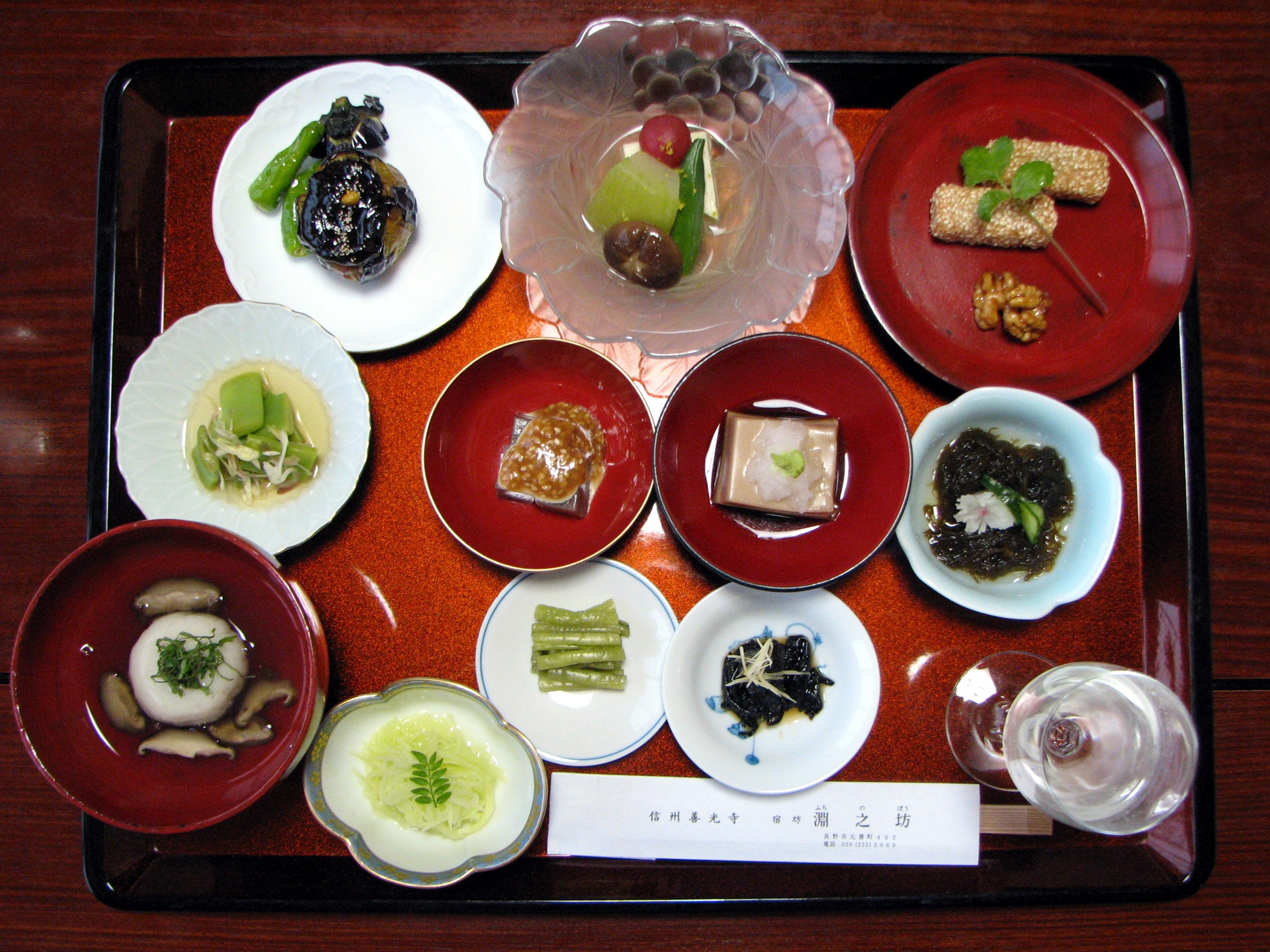
Một khẩu phần chay ăn tối của một ngôi đền tại Nhật
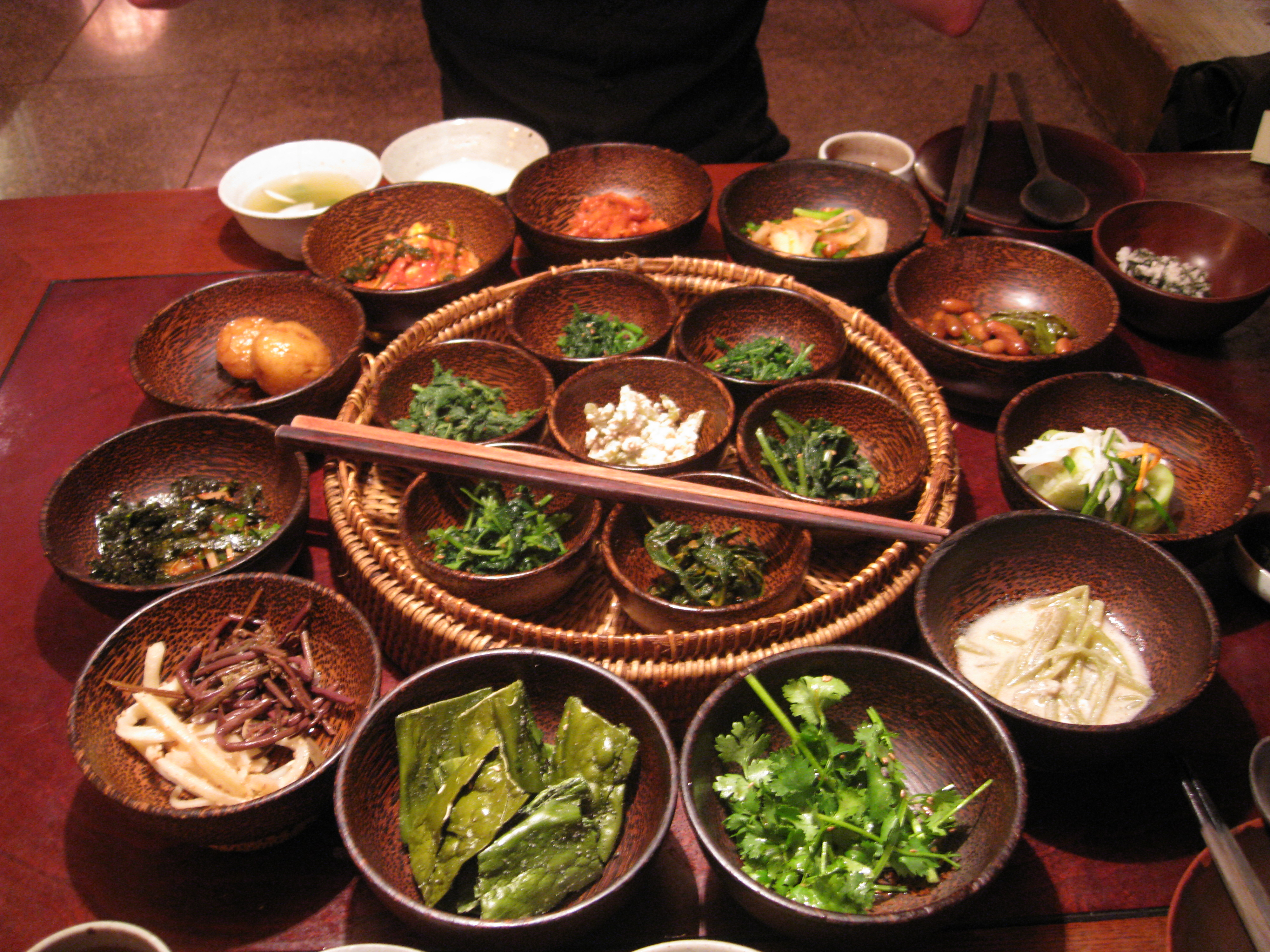
Ăn chay tại Hàn Quốc
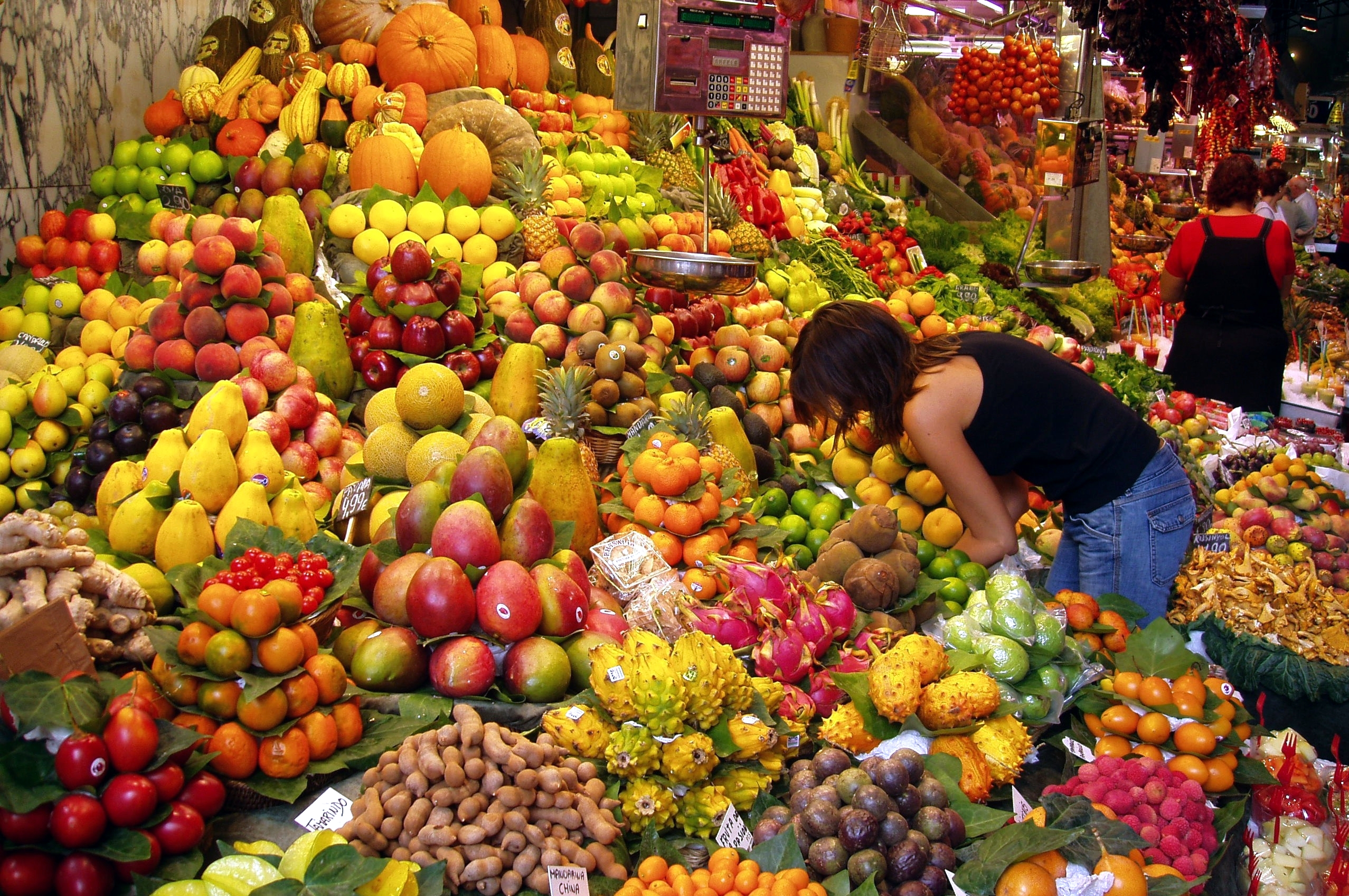
Một quầy bán trái cây tại Barcelona
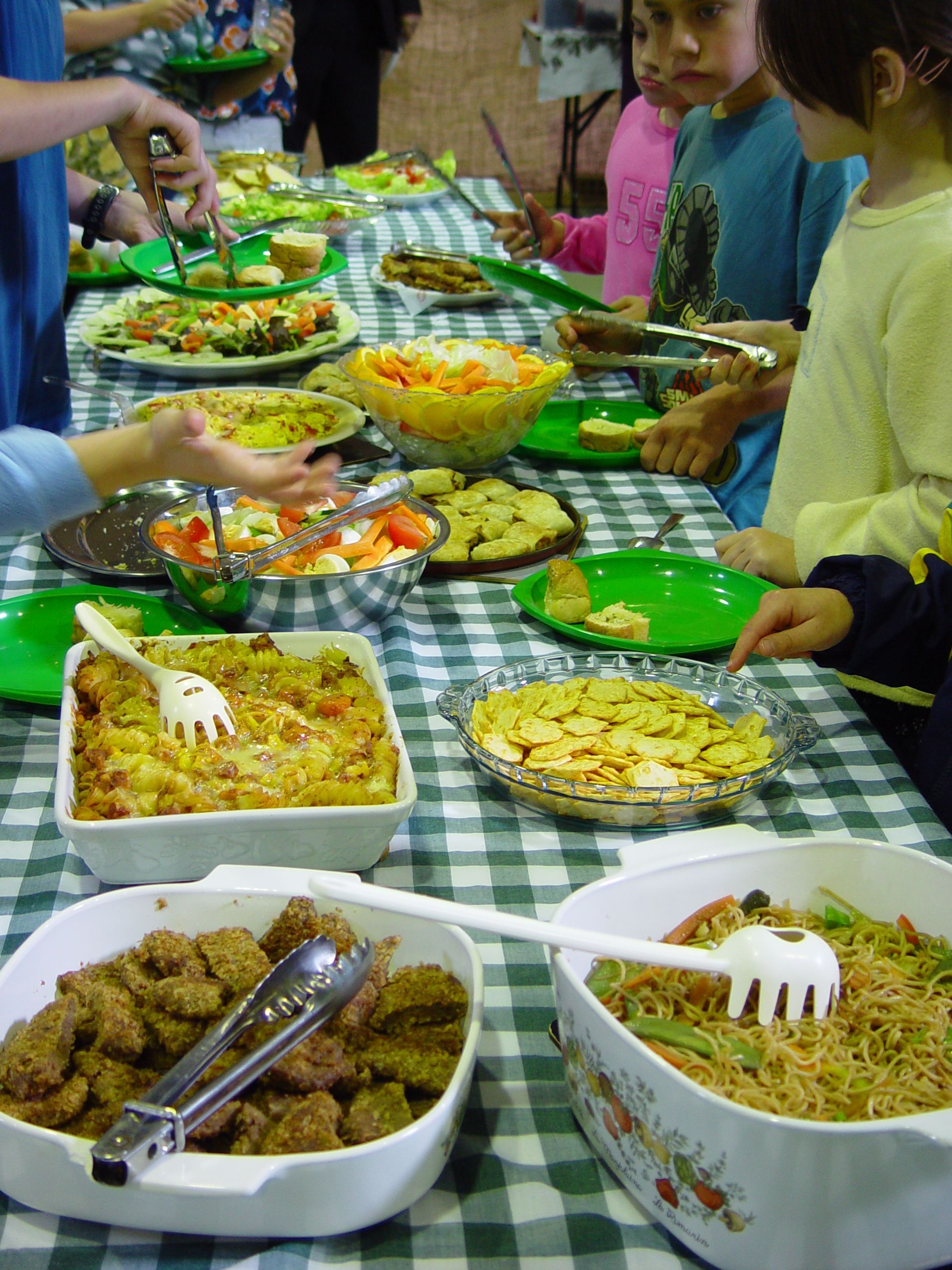
Buffet ăn chay cho trẻ em
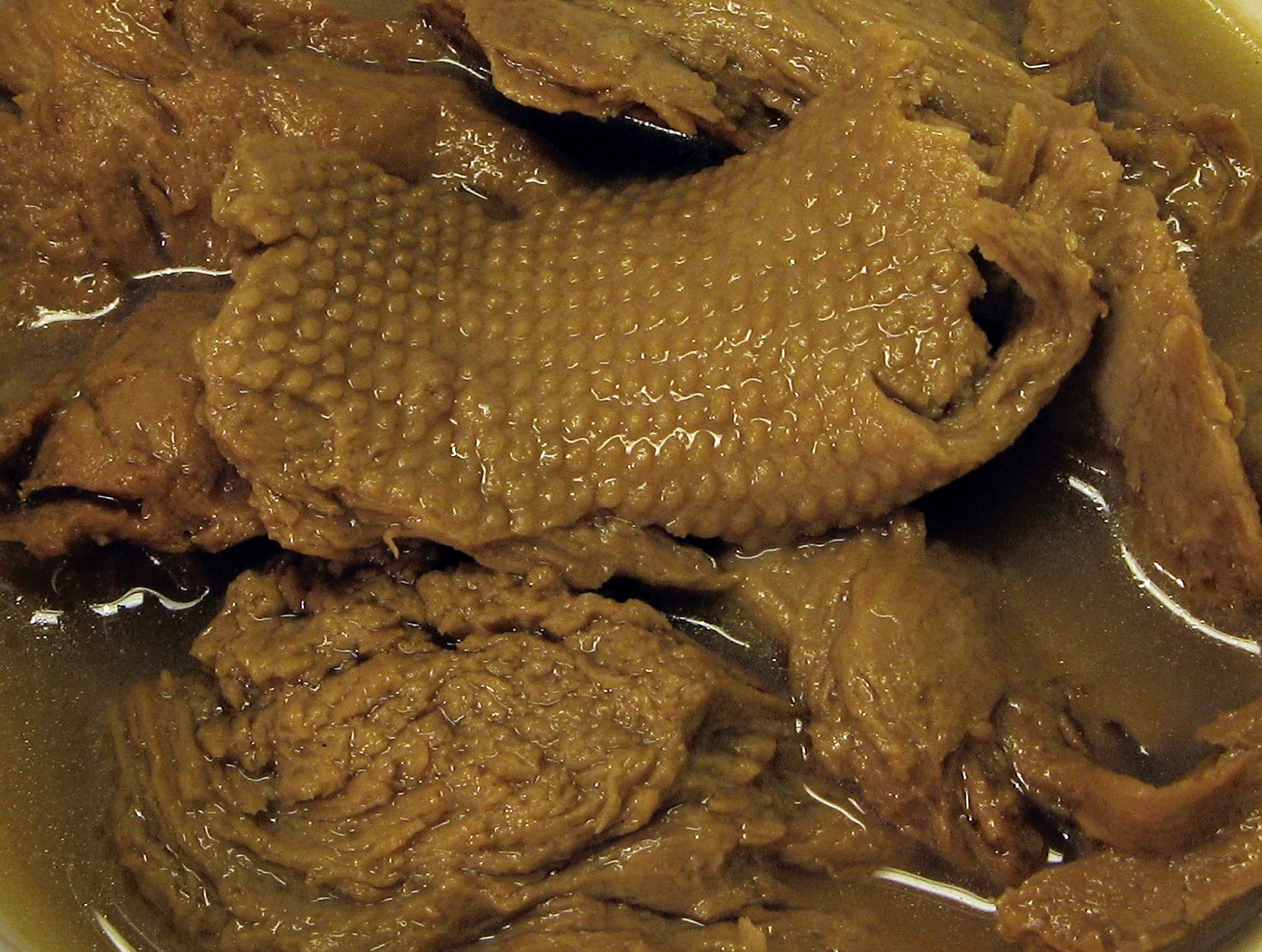
Món chay cũng có thể giả theo cách chế biến thịt, như "thịt vịt" làm từ mì căn

## Phim tài liệu
- Earthlings (2005, lời bình của Joaquín Phoenix, âm nhạc của Moby)
- Die Ausbeutung der Erde[liên kết hỏng] (Adobe Flash Video) Tài liệu của Hiệp hội ăn chay Anh (VSUK) năm 1995 về ý kiến của Paul McCartney
- Maa Ka Doodh ( Mother's Milk - Sữa Mẹ )  (2023, đạo diễn Dr Harsha Atmakuri, âm nhạc của Empathy Films)